# ルルドゥサウルス
ルルドゥサウルス（学名 Lurdusaurus「重いトカゲ」の意味）は前期白亜紀アプト期（1億2100万年前から1億1200万年前）に現在のアフリカに生息した、鳥脚類恐竜の属の一つである。

## 発見と命名
1965年にフィリップ・タケはニジェール、テネレで真鳥脚類の化石を発見した。1988年にSouad Chabliは学位論文の中でこの動物に対して「Gravisaurus tenerensis」という名を与えた。しかしこれはnomen ex dissertatione（学位論文上での命名）であり、記載を伴う出版ではないため不正当な名前であるChabliは古生物学から退いてしまったため、1999年にタケとデイル・ラッセルによりタイプ種Lurdusaurus arenatus として公式に命名された。属名はラテン語で「重い」を意味するlurdus から派生したもので最初の名前のgravis と同じ意味である。種小名arenatus は「砂地の」を意味し「tenerensis」同様にテネレ砂漠にちなんだものである。
ホロタイプMNHN GDF 1700はエルハズ層のアプト階上部からアルブ階下部の地層から発見された。断片的な頭骨を含む部分骨格である。

## 概要

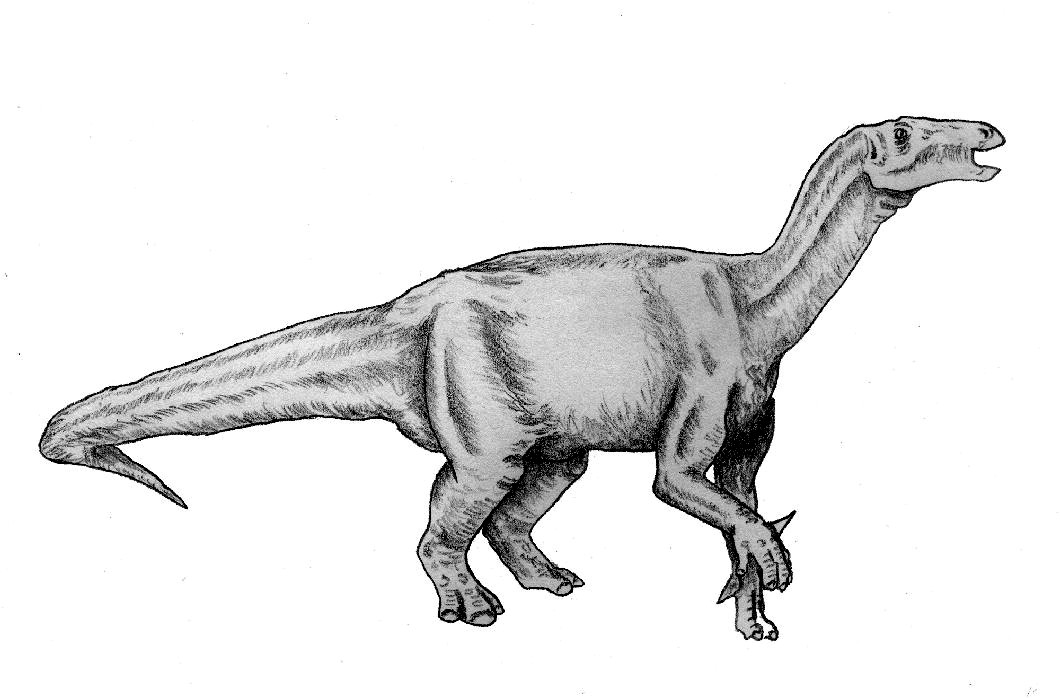
復元図

ルルドゥサウルスは非常に重そうな体格であった。タケは最初、全長9メートルで当時知られていた最大の獣脚類であるスピノサウルスの40%ほどであるものの、体重はほぼ同じ5.5 tほどと推定していた。しかし、2010年にグレゴリー・ポールは体長7m、体重2.5tと小さめに推定している。後肢は短く、胴は特徴的に低く、腹部は地上から0.7 mほどの高さにあり、胸郭は極度に広かった。頸部は比較的長く（1.6 m）で尾は他の鳥脚類と比較して短かった。前肢は他の規定的なイグアノドン科と比較しても非常に力強く、親指にはおそらく戦闘用と目される大きくて円錐型の爪(親指)があった。幅が広く短い手は体重を支えることに適応していたものである。足は独特構造で、中足骨が互いにしっかりと接触しておらず、趾を広く広げることが可能だった(こうした幅広の足は現在のカバにも見られ、砂地でも足運びを楽にするのに役立つ)。この配置は足が単一のパッドとなっていたため、高速走行が苦手だったとする考え方もある。

## 生態

### 自衛

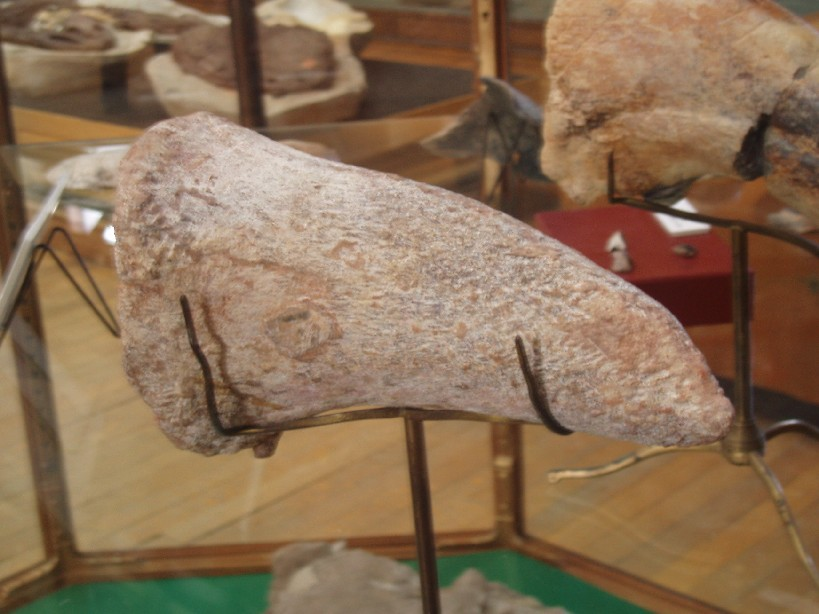
Originalパリで展示されるLurdusaurus arenatus の親指のスパイク

ルルドゥサウルスの容姿が元記載どおり鈍重そうだった場合、捕食者のエオカルカリアから走って逃げ延びるのは苦手だった可能性がある。その前に敵を早期発見すべく、仲間同士で群れを成すなりしていた可能性もある(近縁種のイグアノドンからは集団化石が見つかっている)。それでも万が一天敵との接近戦になれば、イグアノドン科に共通して備わっている前肢(親指)のスパイクを護身用の武器としていただろう。その場合は太く頑丈な前足全体を棍棒として振り回していた事になる(これだと全体の破壊力が親指へ一極集中するため、その破壊力は凄まじいものになりえる)。仮に元記載どおりの重々しい身体をしていたのであれば、重心の低さを生かして咄嗟の攻撃にも素早く旋回/迎撃することが可能だった可能性もある。

### 水棲説
ルルドゥサウルスは半水棲だとする考えが存在する。この説は元記載の情報がベースとなっているため、もしポールが提唱した情報が正しいとすると、この説は一挙に信憑性を損なう点に注意(これより先は元記載を元に記事を進める)。
本種は他の鳥脚類と比較して特異的で、記載者のタケとラッセルは外面上は曲竜類の様であったとしている。古生物学者トーマスホルツは全体的にずんぐりした体格、短い肢、広がった趾に基づいて水棲もしくは半水棲のカバのような生活をしていたのではないかと提案した。半水棲説を後押しする傍証として、当時の気温が高かった事や、生息地の北アフリカに河や沼が数多く点在していた事が挙げられる(水辺を好むサルコスクスやスコミムスとの共産も理由の一つ)。
しかし、これまでにも多くの大型鳥脚類(イグアノドンやハドロサウルス類)でも同様の仮説が提唱されたことがあったものの、その根拠となった足や尻尾の形態は、いずれも現在では陸棲適応を示すものだと解釈されている。こうした「陸棲とされる古生物が、実は半水棲だったのではないか？」という議論は古今東西のいたるところで展開されており、その代表としてはスピノサウルスやプロトケラトプス、そしてコティロリンクスなどが挙げられる。

### 同時期の恐竜
ルルドゥサウルスは同時代の恐竜としてはイングランドのやや早い時代に生息したバリオニクスに近縁と考えられる奇妙で巨大な獣脚類スコミムスや、高い椎骨神経棘が特徴的な同所性のオウラノサウルスなどがある。アロサウルス上科の獣脚類エオカルカリア（Eocarcharia）やアベリサウルス科のクリプトプス（Kryptops）の化石もニジェールのアプト階の地層から発見されている。

## 参照
1. ↑  Chabli, S., 1988, Étude anatomique et systématique de Gravisaurus tenerensis n. g., n. sp. (Dinosaurien, Ornithischien) du gisement de Gadoufauoua (Aptien du Niger). Ph.D. dissertation, Université de Paris VII. UFR de Biologie et des Sciences de la nature 164 pp
2. 1 2  P. Taquet and D. A. Russell, 1999, "A massively-constructed iguanodont from Gadoufaoua, Lower Cretaceous of Niger", Annales de Paléontologie 85(1): 85-96
3. ↑  Paul, G.S., 2010, The Princeton Field Guide to Dinosaurs, Princeton University Press p. 288
4. ↑  Taquet, P.; Russell, D. A. (1999). "A massively-constructed iguanodont from Gadoufaoua, Lower Cretaceous of Niger". Annales de Paléontologie. 85 (1): 85–96. doi:10.1016/s0753-3969(99)80009-3.
5. ↑  Norman, David B. (2004). "Basal Iguanodontia". In Weishampel, D. B.; Dodson, P.; Osmólska, H. (eds.). The Dinosauria (2nd ed.). Berkeley: University of California Press. pp. 413–437. ISBN 978-0-520-24209-8.
6. ↑  Holtz, Thomas R. Jr. (2011) Dinosaurs: The Most Complete, Up-to-Date Encyclopedia for Dinosaur Lovers of All Ages, Winter 2010 Appendix.
7. ↑  The dinosaurs of the Isle of Wight: Based on a Demonstration at the British Museum (Natural History) 15th February, 1936 https://www.sciencedirect.com/science/article/pii/S0016787836800066